# 洪天明
洪天明（英語：TinMing，1974年7月1日—），香港男演員及主持人，前無綫電視藝人，著名演員及導演洪金寶的長子。於加拿大長大，為港韓混血兒。現已婚，妻子是2006年度的香港小姐亞軍周家蔚。

## 背景
洪天明在香港出生，有二弟（洪天祥、洪天照）一妹。他早年就讀尖沙咀賈梅士學校及九龍塘聖若望英文書院（小學部）。1984年10歲時隨家人移居加拿大。他小時候常到片場觀看洪金寶拍攝電影，但父子二人多在週末才會見面。洪天明在溫哥華生活期間於當地完成小學課程，並升讀MageeSecondarySchool。中學畢業後入讀英屬哥倫比亞大學建築系。但他未完成學士學位便返回香港生活。及後加入無綫電視發展，成為藝人。現時多北上中國大陸發展。又自設洪天明電影工作室。洪天明入行多年的星途平平，較為人熟知的是參與電視台遊戲節目時獲得「獎金獵人」的稱號。在2012年4月29日，其位於將軍澳馬游塘村的寓所被一名32歲哥倫比亞籍的賊人潛入搜掠，損失包括結婚時獲贈的金器及現金總值10萬元。

## 婚姻狀況
洪天明妻子是2006年度香港小姐競選亞軍周家蔚，兩人於2012年3月21日結婚，當晚，洪天明和周家蔚在WHotel舉行婚禮，婚礼仪式按照中华传统习俗“接新娘、玩新郎、踢轿门、背新娘、敬茶”一步步完成，出席婚礼的人士包括了香港演艺界的名人，包括成龍，張學友以及劉德華。現育有兩子，分別在2013年及2015年出生。

## 參與作品

### 電視劇(無綫電視)
| 年份          | 劇集名稱           | 飾演角色          |
| ------------- | ------------------ | ----------------- |
| 1997年        | 刑事偵緝檔案III    | 翁家勤            |
| 1998年        | 烈火雄心           | 四叔              |
| 1998年        | 撻出愛火花         | 林天峰            |
| 1999年        | 鑑證實錄II         | 區展培            |
| 1999年        | 刑事偵緝檔案IV     | 洪志滔            |
| 1999年        | 反黑先鋒           | 草蜢              |
| 1999年        | 雙面伊人           | Ricky             |
| 2000年        | 無業樓民           | 洪金寶            |
| 2001年-2002年 | 皆大歡喜古裝版     | 石彪              |
| 2003年        | 當四葉草碰上劍尖時 | 外國交流生        |
| 2004年        | 無名天使3D         | 史一鳴            |
| 2005年        | 佛山贊師父         | 陳華順            |
| 2007年        | 建築有情天         | 周立春            |
| 2009年        | 有營煮婦           | 劉達人（Ryan）    |
| 2010年        | 誘情轉駁           | 劉孝輝            |
| 2010年        | 居家兵團           | 張樂天（Timothy） |
| 2011年        | 仁心解碼           | 余鈞緯（Nelson）  |
| 2014年        | 飛虎II             | 潘子龍            |
| 2015年        | 潮拜武當           | 張家港（Ken）     |
| 2015年        | 拆局專家           | 陳大文            |

### 電視節目(無綫電視)
- 超級無敵獎門人之再戰江湖(1997)
- 2003兒歌金曲開心嘉年華（2003）
- 年初三．笑一餐（2004）
- 美女廚房(2006)
- 15/16(2006)
- 價啱畀你(2006)
- 味分高下(2007)
- 獎門人取犀Game(2008)
- 鐵甲無敵獎門人(2008)
- 耳分高下(2009)
- 超級遊戲獎門人(2010)
- 心有靈犀(2011)
- 千奇百趣省港澳(2011)
- 學是學非（第二輯）(2014)
- 超強選擇1分鐘(2015)
- Do姐有問題(2016)
- 男人食堂(2016)
- 你健康嗎？（第二輯）(2016)
- 1+1的幸福（2017）
- 千奇百趣特工隊（2017）
- 請勿關燈2017

### 節目主持(無綫電視)
- 公益金屋開心Show（1999）
- 公益開心百萬Show（2000）
- 公益開心大富翁（2001）
- TVB兒童節大使（2001）
- 我愛香港(2016)
- 吾淑吾食澳洲篇(2017)
- 五覺大戰(2012)

### 中國大陸電視劇
- 2012年《活佛济公3》
- 2014年《冲天炮》
- 2022年《迷雾之境》(網絡短劇)

### 電影
- 《大阪撻一餐》
- 《新忠烈圖》(TheValiantOnesNew)
- 《導火線》
- 《臥虎》飾四眼
- 《至尊無賴》
- 《新警察故事》
- 《黑拳》飾砵蘭街霸
- 《殺破狼》
- 《龍咁威2003》飾足球示範員
- 《大丈夫2》飾(查理斯)舞男
- 《大丈夫》飾咖啡店客人
- 《飄移凶間》(DemoniacFlash)
- 《黑勢力》
- 《大四喜》飾何基
- 《金錢帝國》飾牛俐蘇
- 《婚前試愛》
- 《猛鬼愛情故事》飾好警察
- 《人約離婚後》飾強
- 《喜愛夜蒲2》
- 《古惑仔：江湖新秩序》飾甘子泰
- 《葉問：終極一戰》飾梁雙
- 《致命閃玩》飾橡皮
- 《不愛不散》飾
- 《男人唔可以窮》飾趙文栽
- 《華麗上班族》飾葉浩（浩浩）Howard
- 2016年《三人行》飾阿澤
- 2016年《魔獸兄弟》(網絡電影)
- 2016年《一棵心中的許願樹》
- 2016年《傳奇校園》(網絡電影)
- 2017年《靈魂騎士》(網絡電影)
- 2017年《我們的6E班》
- 2017年《蕩寇風雲》飾大成
- 2019年《娛樂追擊》飾王明翰
- 2020年《拆弹专家2》飾King
- 2021年《一眉先生》(網絡電影)
- 2022年飾陳永超
- 2022年《七人樂隊》飾于占元
- 2022年《神探大戰》
- 2023年《掃毒3人在天涯》飾Johnny
- 2023年《暗殺風暴》飾熊原（友情演出）
- 2024年《談判專家》飾偉倫

## 外部連結
- 洪天明的Facebook專頁
- 洪天明的Instagram帳戶
- 洪天明的新浪微博
- 洪天明的抖音號
- 洪天明在EnjoyMovie上的電影作品列表